# Niebieski Pacyfik
Niebieski Pacyfik, Błękitny Patrol (ang. Pacific Blue, 1996–2000) – amerykański serial sensacyjny stworzony przez Billa Nussa. Wyprodukowany przez Gary Nardino Productions.

## Emisja
Światowa premiera serialu miała miejsce 2 marca 1996 r. na kanale USA Network. Ostatni odcinek został wyemitowany 9 kwietnia 2000 r. W Polsce serial nadawany był dawniej na kanale Polsat 2 (pod oryginalnym tytułem) oraz od 1 marca 2013 r. na kanale Puls 2 pod tytułem Błękitny Patrol.

## Obsada
- Jim Davidson jako sierż. / por. T.C. Callaway (101 odcinków)[1]
- Justina Vail jako Maggie Garritty (1)
- Peter Barton jako Greg Vernon (1)
- Rick Rossovich jako por. Anthony Palermo (1996-1998: 57 odcinków)
- Darlene Vogel jako Chris Kelly (83 odcinki)
- Paula Trickey jako oficer / sierż. Cory McNamara (101 odcinków)
- Marcos A. Ferraez jako Victor Del Toro (1996-1999: 58 odcinków)
- Mario López jako oficer Bobby Cruz (1998-2000: 44 odcinki)
- Shanna Moakler jako oficer Monica Harper (44 odcinki)
- Jeff Stearns jako oficer Russ Granger (44 odcinki)
- Amy Hunter jako Jamie Strickland (44 odcinki)
- David L. Lander jako Elvis Kryzcewski (14 odcinków)
- David Starzyk jako William Blake (7 odcinków)
- Vaitiare Hirshon jako Linda Dominguez (6 odcinków)
- Johna Stewart-Bowden jako Jessie Palermo (6 odcinków)
- Susan Enriquez jako Teresa Cruz (5 odcinków)
- Holly Gagnier jako por. Susan Jessup (5 odcinków)
- Cindy Ambuehl jako Sandy Kellogg (4 odcinki)
- Owen McKibbin jako Doug Fraser (4 odcinki)
- Andy Buckley jako Teddy Callaway (4 odcinki)
- David Lee Smith jako agent Timothy Stone (3 odcinki)
- Lisa Stahl jako Annette (3 odcinki)
- William Bumiller jako Peter McNamara (3 odcinki)
- Joseph Campanella jako p. Tataglia (3 odcinki)
- Roger Floyd jako detektyw Perry Marcus 3 (odcinki)
- Ivonne Coll jako Rosa Del Toro (3 odcinki)
- Gregory McKinney jako Fred Harrison (3 odcinki)
- Bruce Nozick jako Burbin (3 odcinki)
- Ken Olandt jako Steven Armitage (2 odcinki)
- Corey Page (2 odcinki)
- Anthony Addabbo jako Mackie Smith (2 odcinki)